# Кофи (окръг, Тенеси)
Окръг Кофи (на английски: Coffee County) е окръг в щата Тенеси, Съединени американски щати. Площта му е 1124 km², а населението – 48 014 души (2000). Административен център е град Манчестър.